# Brokesie trnitá
Brokesie trnitá, Brookesia stumpffi, je drobný ještěr blízce příbuzný chameleonům, na rozdíl od nich ale žije převážně na zemi. Tvarem i barvou těla připomíná suchý list. Je chráněná, v Úmluvě o mezinárodním obchodu s ohroženými druhy volně žijících živočichů a rostlin je zařazena do přílohy II.
Tělo brokesie trnité je válcovité, s kratším ocasem a drobnými nožkami. Prsty má srostlé v klíšťky, na hrudních končetinách srůstají tři vnější a dva vnitřní prsty, na pánevních je tomu naopak. Přilba na hlavě je mírně klenutá, hřbetní hřeben je párový a je tvořený řadami velkých plochých ostnů, další ostny jsou i na zátylku a nad očima. Tělo je kryté malými plochými šupinami, základní zbarvení je hnědé, červenavé nebo olivově zelené. Schopnost barvoměny je omezená. Dospělý jedinec dorůstá délky asi 10 cm, samci jsou větší, štíhlejší a mají silnější kořen ocasu.
Je to endemit Madagaskaru, zde se vyskytuje na severozápadě ostrova a na ostrůvcích Nosy Be, Nosy Komba a Nosy Sakatia. Obývá nížinné tropické deštné a suché lesy a též člověkem narušené lesy či zpustlé kávové plantáže, do nadmořské výšky 150 m n. m. Ve dne se pohybuje na zemi v listové hrabance a pátrá po potravě, nocuje 30–80 cm nad zemí na větvích a jiné vegetaci. Jsou to samotářská zvířata a vůči jiným příslušníkům svého druhu jsou agresivní. Ke kopulaci dochází po setmění. Brokesie trnitá je vejcorodá, po asi 40 dnech po páření klade samice 2-5 vajec. Mláďata se líhnou po 50-60 dnech a pohlavně dospívají v devíti měsících až v roce. V zajetí se dožívá tří až čtyř let.
Brokesii trnitou je možno chovat v tropickém teráriu o rozměrech minimálně 30x30x40 cm pro jednotlivce, pro pár musí být patřičně větší. Vhodným substrátem je směs písku a rašeliny, pokrytá kousky kůry a suchým listím, terárium by mělo být hustě osázené rostlinami a poskytovat chovaným zvířatům dostatek úkrytů. Ideální teplota přes den se pohybuje mezi 23-28 °C, s nočním poklesem na 17-20 °C. Důležitá je vysoká vlhkost vzduchu, mezi 80-100 %. V období od prosince do dubna, kdy je v přirozeném prostředí brokesie trnité období dešťů, je nutné rosení až 5× denně, mimo ně stačí 2× denně. Brokesie mohou být chovány společně s gekony nebo felzumami přiměřené velikosti. V zajetí se krmí hmyzem přiměřené velikosti, malými cvrčky, zavíječi a jejich larvami, stínkami nebo mouchami.

## Chov v zoo
Tento druh byl na počátku roku 2022 podle databáze Zootierliste chován pouze v jedné evropské zoo. Jedná se o Zoopark Zájezd poblíž Prahy, který se zaměřuje na chov chameleonů.